# Brouniphylax exiquus
Brouniphylax exiquus is een keversoort uit de familie Ulodidae. De wetenschappelijke naam van de soort is voor het eerst geldig gepubliceerd in 1914 door Broun.